# نائب رئيس وزراء (العراق)
نائب رئيس الوزراء العراقي منصب سياسي يتم اختياره من قبل رئيس الوزراء العراقي عند تشكيل حكومته، حيث يحق له تعيين نائباً واحداً أو أكثر يحل محل رئيس الوزراء عند غيابه وله مهام عده يكلفه بها رئيس الوزراء، شاغل المنصب «حالياً» صالح المطلك.